# Gusztáv és a tiszta szerelem
A Gusztáv és a tiszta szerelem a Gusztáv című rajzfilmsorozat harmadik évadának tizenegyedik epizódja.

## Rövid tartalom
Gusztáv egy lángoló szerelmi kaland után hazatér feleségéhez.

## Alkotók
- Rendezte: Nepp József
- Írta: Dargay Attila, Jankovics Marcell, Nepp József
- Zenéjét szerezte: Deák Tamás
- Operatőr: Harsági István
- Hangmérnök: Horváth Domonkos
- Vágó: Czipauer János
- Tervezte: Vásárhelyi Magda
- Háttér: Szálas Gabriella
- Rajzolták: Csiszér Ágnes, Révész Gabriella
- Színes technika: Boros Magda, Dobrányi Géza
- Gyártásvezető: Kunz Román

Készítette a Pannónia Filmstúdió.